# Asbolana
L'asbolana és un mineral de la classe dels òxids, una espècie poc definida, essencialment wad niquèlic.

## Característiques
L'asbolana és un òxid hidratat de manganès amb cobalt i níquel, de fórmula  Mn⁴⁺(O‚OH)₂·(Co‚Ni‚Mg‚Ca)ₓ(OH)₂·nH₂O. La composició química és bastant variable, podent contenir cobalt, coure i d'altres metalls. Pot portar impureses d'alumini, calci, ferro o silici. Cristal·litza en el sistema hexagonal formant agregats laminars de plaquetes primes de fins a diverses micres, tot i que també s'hi troba de manera massiva.
Segons la classificació de Nickel-Strunz, l'asbolana pertany a «04.FL: Hidròxids (sense V o U), amb H₂O+-(OH); làmines d'octaedres que comparetixen angles» juntament amb els següents minerals: trebeurdenita, woodallita, iowaita, jamborita, meixnerita, muskoxita, fougerita, hidrocalumita, kuzelita, aurorita, calcofanita, ernienickelita, jianshuiïta, woodruffita, buserita, rancieïta, takanelita, birnessita, cianciul·liïta, jensenita, leisingita, akdalaïta, cafetita, mourita i deloryita.

## Formació i jaciments
Es troba en roques silícies, en les que es forma per alteració quan estan exposades a la intempèrie. Normalment és un producte de l'alteració d'altres minerals de manganès. També pot apareixes en esquistos silicis metamòrfics, així com en el regolit residual a partir de roques ígnies ultramàfiques. Sol trobar-se associada a la goethita. Als territoris de parla catalana s'han trobat jaciments d'asbolana a la mina Les Ferreres, a Rocabruna (Camprodon, Girona), a les mines Lealtad, San Francisco, Los Sejas i El Negre, a Chóvar (Castelló), la mina Murta, a La Corraliza (Vall d'Uixó, Castelló) i al mont Horquera, a la Rodana (Vilamarxant, València).